# Dekanat Chocianów
Dekanat Chocianów – jeden z 28 dekanatów w rzymskokatolickiej diecezji legnickiej.

## Parafie
W skład dekanatu wchodzi 6 parafii:
- Parafia Podwyższenia Krzyża Świętego – Brunów
- Parafia Narodzenia Najświętszej Maryi Panny – Chocianowiec
- Parafia Wniebowzięcia Najświętszej Maryi Panny – Chocianów
- Parafia św. Jacka – Pogorzeliska
- Parafia Świętych Apostołów Piotra i Pawła – Szklary Górne
- Parafia Matki Bożej Różańcowej – Trzebnice